# Золбингийн Шижээ
Золбингийн Шижээ (1901, Цзинхэ, Синьцзян, Империя Цин — 27 июля 1941, Коммунарка, Московская область, СССР) — монгольский революционер, c 1930 года секретарь Монгольской народной революционной партии (МНРП). С 13 марта 1931 года по 30 июня 1932 года З. Шижээ — первый секретарь ЦК МНРП (глава МНР де-факто). Считался одним из наиболее крайне левых в МНРП, и в 1932 году был исключён из партии за «левый уклон», выслан в Советский Союз, где его арестовали и, предъявив политические обвинения, расстреляли в 1941 году.

## Биография
Золбингийн Шижээ родился в 1901 году на территории «Комиссариата по непосредственному управлению и поддержке населения» района реки Цзинхэ провинции Синьцзян (теперь эта территория является Боро-Тала-Монгольским автономным округом Синьцзян-Уйгурского автономного района КНР). 
Во время монгольской революции 1921 года он был партизаном, а затем стал начальником тюрьмы. В 1923 году он вступил в МНРП и начал работать в ЦК. К этому времени Шижээ был известен, как один из нескольких наиболее молодых и наиболее радикальных членов партии из сельской глубинки, в которых Советский Союз видел противовес «старой гвардии» МНРП (кроме него в эту группу входили Цэнгэлтийн Жигжиджав, Улзийтийн Бадрах, Бат-Очирын Элдэв-Очир, Жамбын Лумбэ и Пэлжидийн Гэндэн). Был зачислен в Коммунистический университет трудящихся Востока в Москве и там же был привлечён к агитации среди студентов синьцзянской народности хуэй и организации поставок оружия и революционных бойцов в Синьцзян, как части плана советизации Восточного Туркестана. В это время Шижээ впервые встречает Улзийтийн Бадраха, с которым они обсуждают возможности создания автономных республик в нехалхских монгольских регионах, где жили дербеты (аймак Увс МНР, Танну-Тува и Синьцзян).
Шижээ возвращается в Монголию в 1928 году, где избирается секретарём Центрального совета профсоюзов Монголии, а затем в 1928—1929 годах назначен главой Дирекции внутренней безопасности. Позже в 1929—1930 годах он становится председателем Совета Государственного банка. Шижээ стал одним из нескольких «новых левых», выдвинутых на руководящие позиции в партии на VIII съезде партии в 1930 году, где он был избран членом президиума (или Политбюро) ЦК МНРП и стал одним из трёх секретарей ЦК партии (эту должность он будет занимать до 30 июня 1932 г.). С 13 марта 1931 года по 30 июня 1932 год он первый секретарь ЦК.
Являясь одним из самых крайне левых в МНРП, Шижээ активно проталкивал разработанную в СССР политику, включающую насильственную коллективизацию аратов, подавление частной торговли и изъятие имущества как у знати, так и у буддийских монастырей. В результате поголовье скота упало на треть, более 800 хозяйств, принадлежащих высшему классу и буддийской церкви были конфискованы, и более 700 человек, в основном, из высших слоёв общества были казнены. Когда в 1932 году в ответ на жёсткие меры вооружённые восстания охватили всю Западную Монголию, Москва потребовала сворачивания непопулярной политики и возложила вину за эксцессы на тех, кого окрестили «левыми уклонистами», Шижээ и других бескомпромиссных левых в руководстве партии, в том числе Улзийтийн Бадраха и премьер-министра Цэнгэлтийн Жигжиджава, — все они были официально исключены из партии в мае 1932 года.
Шижээ был отправлен в Москву, где он работал младшим научным сотрудником кабинета Монголии при Коммунистическом университете трудящихся Востока. 17 декабря 1937 года Шижээ был арестован. Отец Шижээ, простой пастух в Монголии, также был арестован. Через три с половиной года, 9 июля 1941 года, Военная коллегия Верховного Суда СССР по обвинению в участии в контрреволюционной националистической организации и шпионаже приговорила Шижээ к смертной казни. Он был расстрелян 27 июля 1941 на полигоне «Коммунарка». Погиб в один день с Анандын Амаром, Дансранбилэгийн Догсомом и Доржжавын Лувсаншаравом, расстрелянными тогда же на том же полигоне.
Шижээ был реабилитирован 15 декабря 1956 года в СССР, по другим сведениям только в 1963 году, вероятно, в Монголии.